# Jiří Urban (zlatník)
Jiří Urban (* 23. března 1954 Jilemnice) je český šperkař, klenotník, malíř a restaurátor, autor kopií několika korunovačních klenotů, kopie Sedlecké monstrance nebo šperků pro britskou královnu Alžbětu II.

## Život
Narodil se v Jilemnici a dětství strávil v Tříči, pak v Semilech, kde maloval pod vedením akad. malíře Vladimíra Komárka v Lidové škole umění. Do roku 1976 žil ve Spálově. V letech 1969-1973 se vyučil zlatníkem a klenotníkem v turnovském družstvu umělecké výroby Granát, kde jako mistr působil František Hejzdral. Roku 1976 ukončil střední odborné vzdělání a přestěhoval se do Turnova. Stal se návrhářem vývojového oddělení družstva Granát a v 80. letech toto oddělení vedl. Roku 1986 složil zkoušku Mistra uměleckých řemesel u prof. Josefa Soukupa na VŠUP v Praze. V roce 1990 Jiří Urban s Ing. Z. Fričem a J. Zakouřilem založil šperkařskou firmu Routa Soliter Granát, s.r.o., Turnov. Roku 2010 založil v Turnově Galerii U. Kromě šperkařské tvorby se zabývá malbou. Na svých cestách navštívil Peru, Čínu a Mongolsko.
Ovlivnil ho slovenský šperkař Anton Cepka a později spolupracoval s jeho synem Matúšem Cepkou a jeho ženou Blankou. Oba jsou špičkovými specialisty na středověké přihrádkové smalty a podíleli se s Jiřím Urbanem na zhotovení dosud nejdokonalejší kopie císařské koruny.
Zúčastnil se sympozií Šperk a drahokam v Turnově (1986, 1995, 2000), sympozia ve Smržovce (1997), sympozií v Jaworu a Rodowu v Polsku, dále na Slovensku, ve Španělsku, USA a Portugalsku. Vystavuje od roku 1985, samostatně od roku 1989.
Byl historicky prvním umělcem, kterému byla dána možnost zhotovit věrné repliky dvou vrcholných středověkých prací – koruny císařů Říše římské a koruny Svatováclavské.

## Dílo

### Šperky
Ve své vlastní tvorbě realizoval komplikované mnohavrstevnaté kompozice stříbrných broží, které působí jako motované a spájené šperky. Urban v nich dosáhl krajních mezí v lití stříbra na ztracený vosk. Ve špercích geometrických tvarů vytváří jemnou kresbu v nízkém reliéfu, kterou zvýrazňuje patinou. Perfektní znalost zlatnické a stříbrnické technologie mu dává jistotu při práci s velkými křišťály nebo granáty, které umisťuje téměř neviditelně do nitra šperku.
Roku 1986 vytvořil dvě kolekce šperků z titanu („Elektrolytické variace“), které z výstavy na Bertramce odkoupilo Uměleckoprůmyslové museum v Praze a Severočeské muzeum v Liberci. Roku 1990 navrhl a realizoval autorskou repliku kříže pro papeže Jana Pavla II. Křišťálový kříž je osázený granáty a centrální šperk tvoří rytina Krista ve vltavínu. Roku 1996 vytvořil soupravu granátových šperků pro britskou královnu Alžbětu II., která měla navštívit brněnskou výstavu "Granát a jeho svět". Navrhl a zhotovil velmistrovskou hvězdu pro řád Svatováclavských rytířů ve Staré Boleslavi, hlavní cenu "Hvězdy štěstí" pro časopis Květy a ceny pro vítěze celorepublikové ankety Motosportu „Zlatý volant“.

### Repliky středověkých klenotů
Jiří Urban jako první český zlatník vytvořil v letech 2008-2009 kopii císařské koruny Svaté říše římské, kterou byl roku 1355 korunován Karel IV. Její originál, který nechal zhotovit zřejmě Ota I. Veliký roku 962, je uložen ve vídeňském Hofburgu. Říšská koruna je odznakem světské i duchovní moci panovníka, je symbolem sjednocení křesťanské říše a patří mezi nejvzácnější evropské památky. Jde o jedinou kopii císařské koruny vystavenou mimo území Německa a definitivně poslední, kterou rakouští historici povolili vyrobit. Je složena z osmi zdobených desek s perlami, drahými kameny a smalty. Obsahuje celkem 14 000 kovových dílků, 173 kamenů, které byly v kopii nahrazeny sklem, a 1 100 přírodních perel, rovněž nahrazených skleněnými perlami. Jiří Urban vyráběl repliku koruny 14 měsíců a denně strávil v ateliéru 12-14 hodin. Práce pro něj znamenala mimo jiné i znovuobjevení dávno zapomenutých zlatnických technik a pochopení složité duchovní symboliky klenotu, odkazující k nejlepším kulturním tradicím starého kontinentu. Celý postup výroby repliky zachycuje i televizní dokument. Kopie vytvořená ze silně pozlaceného stříbra je vystavena na hradu Karlštejn.
Stal se mediálně známým zlatníkem, když vytvořil kopii Svatováclavské koruny a Sedlecké monstrance (2012). Sedlecká monstrance pochází z parléřovské huti z doby před rokem 1400 a je jednou z nejstarších dochovaných monstrancí v Evropě.
Svatováclavskou korunu, která je nejstarší částí korunovačních klenotů, nechal v letech 1346-1378 sestavit Karel IV. Na koruně je 30 zelených smaragdů, 17 safírů, jeden akvamarín a 46 červených kamenů, převážně spinelů, ale i rubínů. Největší kámen je rubelit, vzácná červená odrůda turmalínu. V kopii, zhotovené z pozlaceného stříbrného plechu, jsou kameny nahrazeny skleněnými imitacemi, na kterých spolupracoval výtvarník Václav Zajíc. Kopie Svatováclavské koruny se stala trvalou součástí expozice na hradu Karlštejn. Levnější repliku Svatováclavské koruny si u Jiřího Urbana objednal Spolek pro obnovu Českého království pro Karla Habsburského, vnuka posledního rakouského císaře Karla I., k jeho šedesátinám.
Roku 2015 Jiří Urban zhotovil repliku koruny, se kterou byl pohřben český král Přemysl Otakar II. Originální korunu tvoří osm snýtovaných dílů. Střídáním křížků a lilií se pravděpodobně opakuje vzor nejstarší koruny přemyslovských králů. Kopie je z pozlacené mosazi. Jiří Urban je také autorem repliky knížecí koruny rodu Salmů a vévodské a knížecí lichtenštejnské koruny.
Jiří Urban je rovněž autorem repliky koruny kterou dal zhotovit ve 40. letech 14. století Karel IV., zřejmě v Praze, pro svou korunovaci římským králem. Jde o první českou kopii koruny uložené v klenotnici Katedrály v Cáchách. Rozměrná koruna o průměru 21 cm a výšce 35 cm je zhotovena z pozlaceného stříbra a zdobena 21 antickými gemami, 57 drahými kameny a více než 100 perlami. Kopie, dokončená roku 2016, je výjimečná tím, že na rozdíl od předchozích replik korun je zdobena pravými drahými kameny - acháty, smaragdy a onyxy. Kopie antických gem v kameni zhotovila glyptička Eva Víšková-Mrákotová.
Další repliky, které by měly být součástí vznikající naučné nadační sbírky klenotů, zhotovil Jiří Urban na přání soukromého českého sběratele. Roku 2017 dokončil repliku tzv. železné koruny Langobardských králů, která pochází z 5-9. století a je nejstarší dochovanou královskou korunou a zároveň relikviářem. Zlatá koruna má podobu diadému a skládá se ze šesti částí zdobených 22 drahými kameny a zlatými rozetami podloženými zeleným emailem. Na vnitřní straně koruny je železný pásek, údajně zhotovený z hřebu Kristova kříže. Roku 1355 byl touto korunou v bazilice sv. Ambrože v Miláně korunován jako lombardský král Karel IV. Originál koruny je uložen v Katedrále sv. Jana Křtitele v Monze.
Roku 2022 zhotovil pro soukromého sběratele kopii císařské koruny Napoleona Bonaparte z roku 1815, jejíž originál je v galerii Louvre. Napoleonova koruna je volnou nápodobou koruny Karla Velikého, zničené během Velké francouzské revoluce. Sestává z obroučky, z níž vybíhá osm půloblouků – kamar, které se na vrcholku protínají a završuje je koule s křížkem. Oblouky vycházejí z osmi rostlinných motivů nízké kovotepané (ciselované) korunky, střídajících se s kruhovým zdobným prvkem. Koruna je osazena čtyřiceti kamejemi v kameni, uspořádanými ve čtyřech řadách na osmi poloobloucích. Repliky kamejí v přírodním kameni s co nejvěrnějším zbarvením vytvořila glyptička Eva Víšková-Mrákotová.

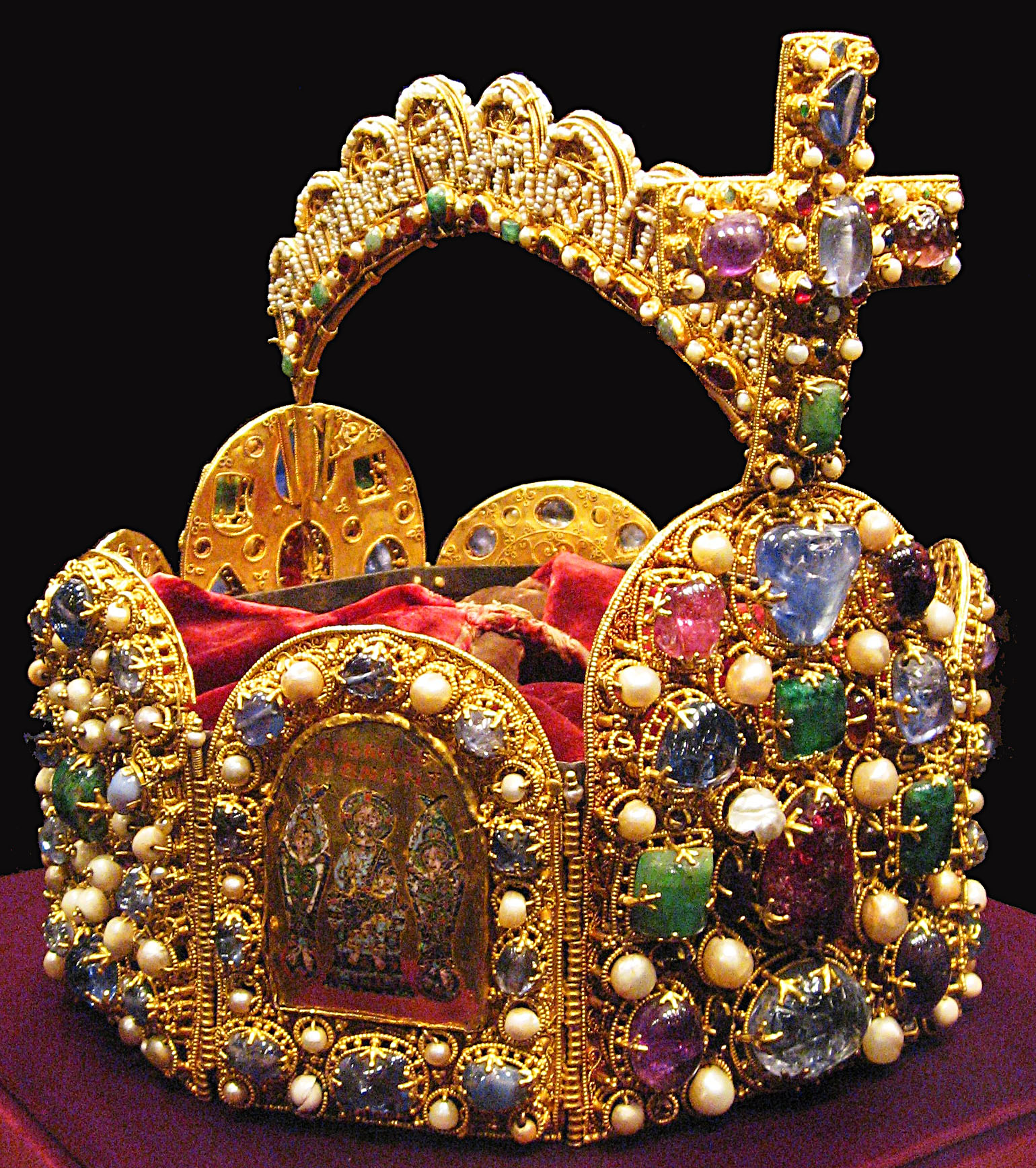
Císařská koruna Svaté říše římské
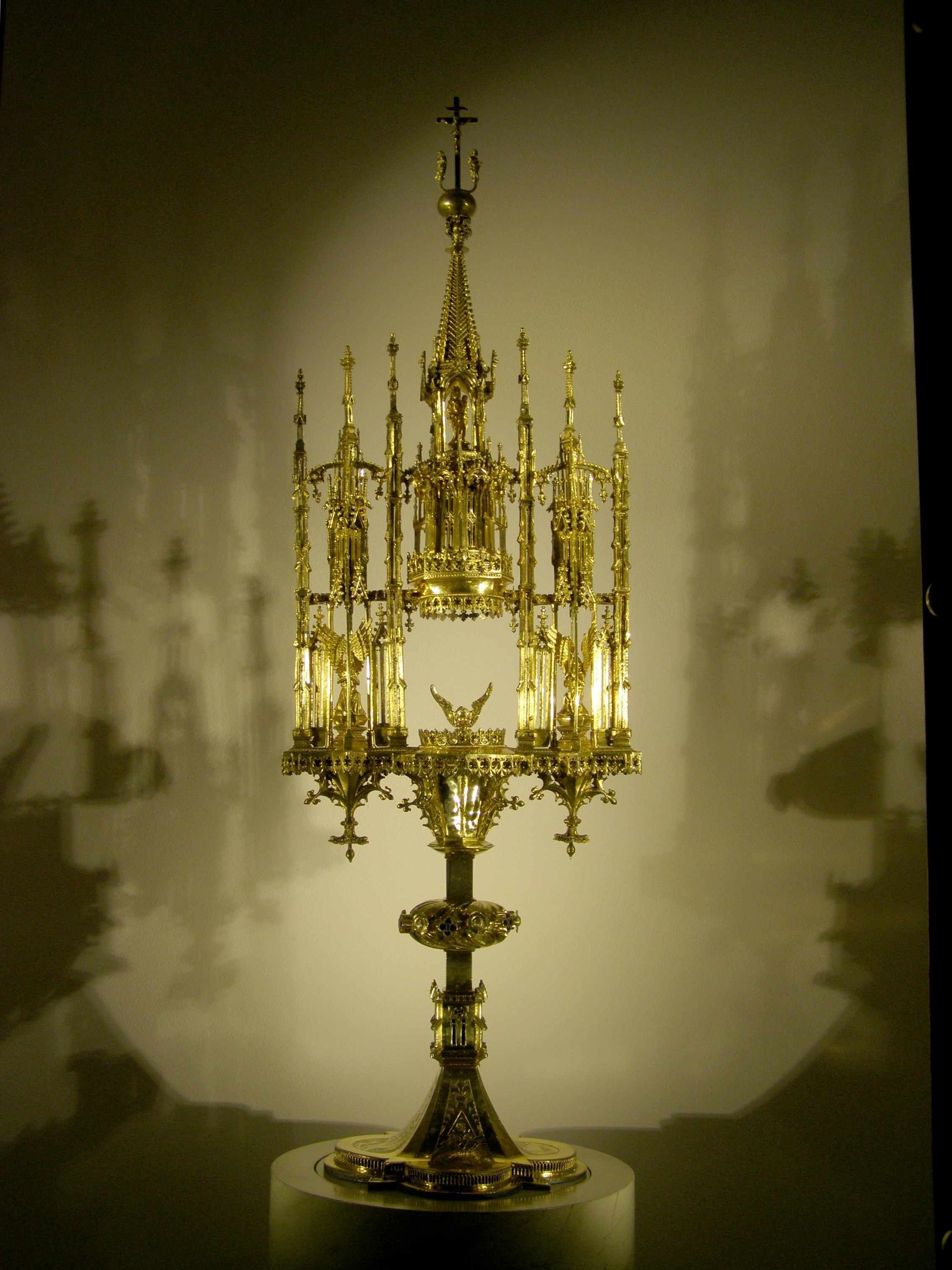
Sedlecká monstrance
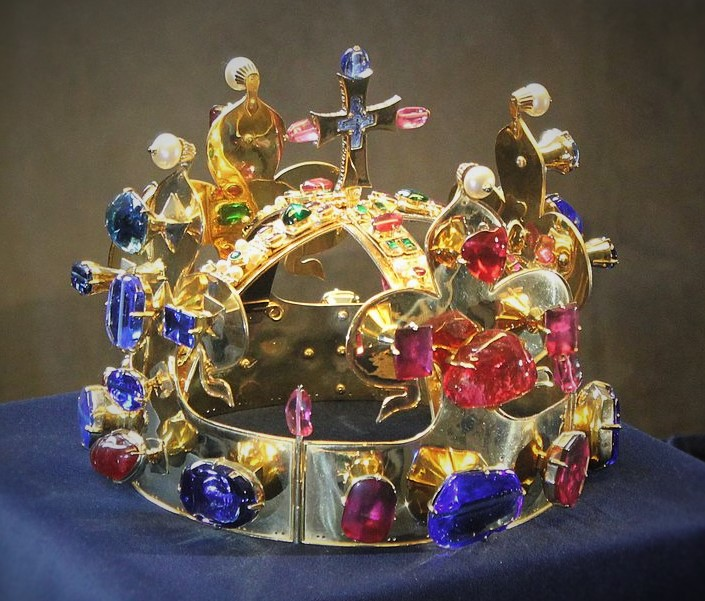
Kopie Svatováclavské koruny
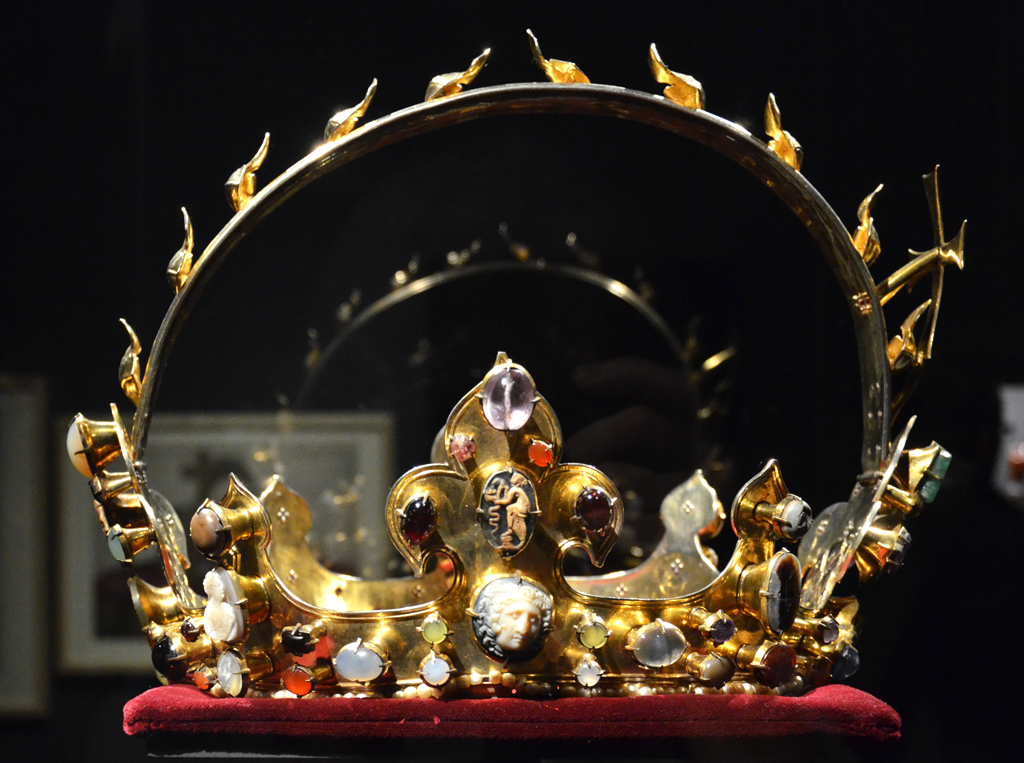
Koruna římského krále Karla IV., Cáchy
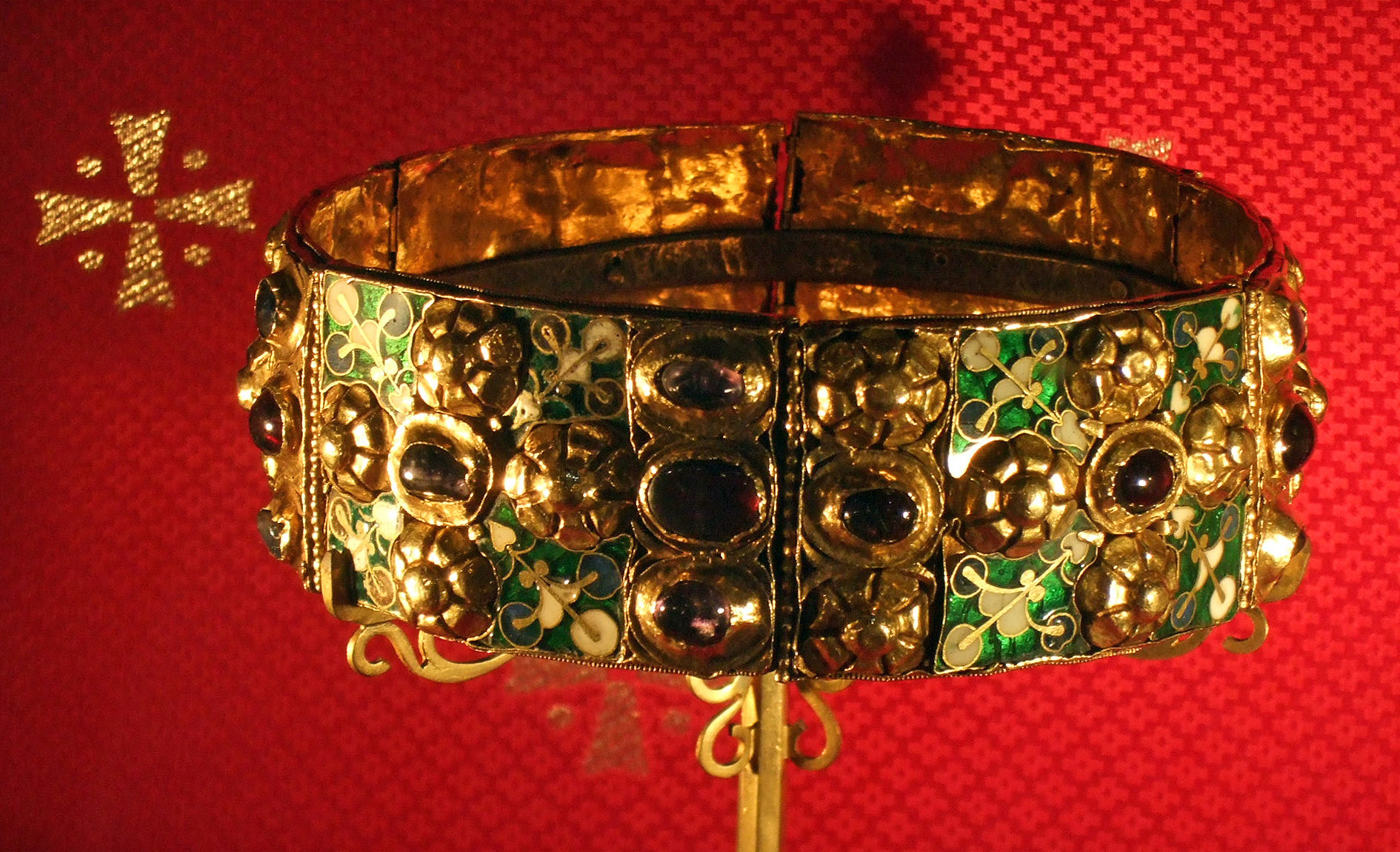
Železná koruna Langobardských králů
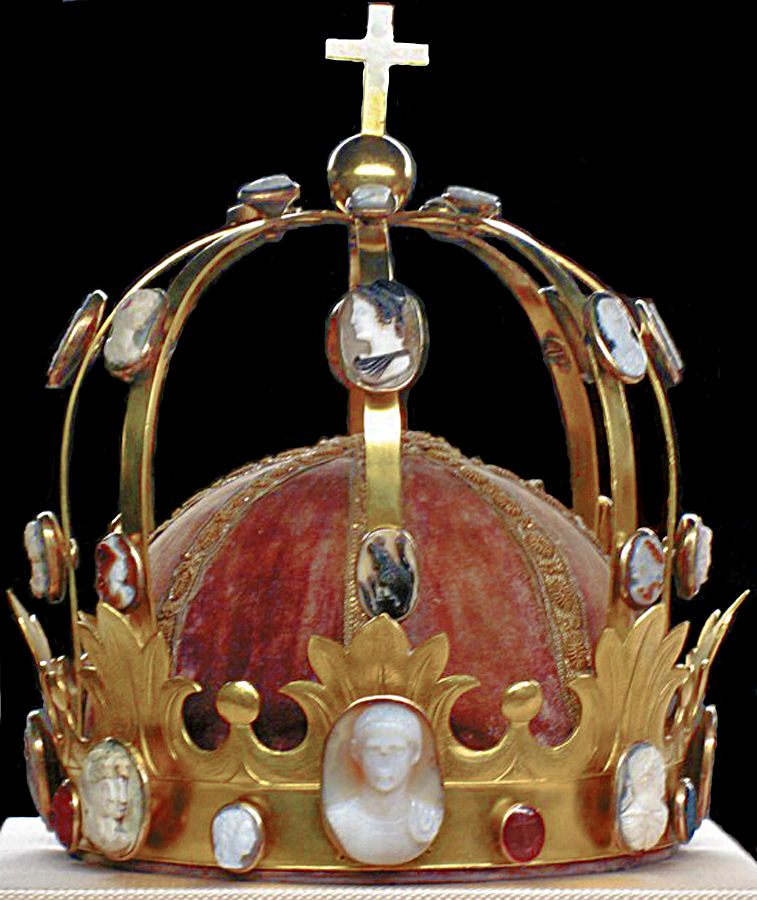
Císařská koruna Napoleona Bonaparte

### Zastoupení ve sbírkách
- Uměleckoprůmyslové museum v Praze
- Moravská galerie v Brně[31]
- Severočeské muzeum v Liberci
- Muzeum českého ráje Turnov

### Výstavy

#### Autorské
- 1989 Jiří Urban, Galerie Mladá Boleslav
- 1990 Jiří Urban, Galerie Mladá Boleslav
- 1991 Jiří Urban, Galerie Stará lékáreň, Piešťany
- 1991 Jiří Urban, Muzeum a Pojizerská galerie Semily
- 1995 Jiří Urban, Muzeum a Pojizerská galerie Semily
- 1995 Jiří Urban, Zámek Sokolov
- 1995 Jiří Urban, Galerie Zlatý klíč, Karlovy Vary
- 1995 Jiří Urban, Muzeum Českého ráje, Turnov (se Z. Rybkou)
- 1996 Jiří Urban, Muzeum Českého ráje, Turnov, Státní okresní archiv Semily
- 1997 Jiří Urban, Královská mincovna, Jáchymov
- 1997 Jiří Urban, Muzeum Aš
- 1998 Jiří Urban, Lobkowiczký zámek, Nelahozeves (se Z. Rybkou, T. Procházkou)
- 1998 Jiří Urban, Městské muzeum, Mělník
- 2000 Jiří Urban, Muzeum a Pojizerská galerie Semily
- 2002 Jiří Urban: Stříbrný šperk, Galerie Záviše z Falkenštejna, Praha
- 2014 Jiří Urban: šperkař, klenotník, restaurátor, Klenotnice, Muzeum Českého ráje, Turnov
- 2016 Jiří Urban, Jan Kroupa, Muzeum a Pojizerská galerie Semily
- 2018/2021 Putovní výstava Výstava české korunovační klenoty na dosah
- 2022 Jiří Urban, Koruna pro císaře z Elby, Muzeum Českého ráje, Turnov

#### Kolektivní (výběr)
- 1985 deváté bienále, Bertramka, Praha
- 1987 desáté bienále, Bertramka, Praha
- 1988 Mezinárodní výstava bižuterie, Jablonec nad Nisou
- 1989 100 let Střední uměleckoprůmyslové školy, Turnov
- 1989 Mezinárodní veletrh, Plovdiv
- 1994 Stálá expozice Muzea Českého ráje, Turnov
- 1994 Obraz, objekt, kresba, šperk Muzeum Českého ráje, Turnov
- 1996 Český granát ve špercích, Moravská galerie v Brně
- 1997 Dny české kultury, Kodaň
- 1997 Český granát a jeho svět, Muzeum Českého ráje, Turnov
- 1998 Europalia, Brusel
- 1999 Deset dní - deset let. Snag '99, Sant Louis, Wagners Gallery, SIUE Edwardswille, Hiestand, Galleries M.U.O.H., Oxford, Furlong gallery, University of Wiskonsin-Stout, Mennomonie, Kipp Gallery, University of Pennsylvania, Indiana
- 1999/2000 Eros: Moderní český šperk, Výstaviště Praha, Praha-Bubeneč, Galerie Kotelna (Galerie moderního šperku), Praha, Galerie U prstenu, Praha, Severočeské muzeum p.o., Liberec, Muzeum umění Benešov, Galerie Hrozen, České Budějovice, Galéria Médium, Bratislava
- 2006 Symposion 06, Muzeum Českého ráje, Turnov
- 2015 Umění Pojizeří: 55, Muzeum a Pojizerská galerie Semily
- 2018 Malíři Pojizeří: Pocta Václavu Žatečkovi, Muzeum a Pojizerská galerie Semily
- 2019 Malíři Pojizeří. Prožité tajemno, Muzeum a Pojizerská galerie Semily

### Katalogy
- Zdeněk Rybka: Jiří Urban, Turnov 1995
- Alena Křížová, Český granát ve špercích, Brno 1996
- Alena Křížová: Šperk: Jiří Urban, Turnov 1998
- Kateřina Nora Nováková, Eros (Moderní český šperk / Moder Czech Jewelry), Galerie Kotelna 1999
- Lenka Patková, Umění Pojizeří, Muzeum a Pojizerská galerie Semily 2015, ISBN 978-80-905890-1-8

### Souborné publikace
- Alena Křížová, Proměny českého šperku na konci 20. století, Academia, Praha 2002, ISBN 80-200-0920-5